# Игра Эндера
«Игра Эндера» (англ. Ender’s Game, 1985) — научно-фантастический роман Орсона Скотта Карда. Роман является переработкой рассказа «Игра Эндера», созданного в 1977 году.
Действие романа происходит в 2135 году. Человечество пережило два вторжения инопланетной расы «жукеров» (англ. buggers), лишь чудом уцелев, и готовится к очередному вторжению. Для поиска пилотов и военачальников, способных принести Земле победу, создаётся военная школа, в которую отправляют самых талантливых детей с раннего возраста. Среди этих детей и главный герой книги — Эндрю (Эндер) Виггин, будущий полководец Международного флота Земли и единственная надежда человечества на спасение.

## Награды
«Игра Эндера» получила премии «Небьюла» и «Хьюго» за лучший роман в 1985 и 1986 годах соответственно — наиболее престижные литературные премии в области научной фантастики.

## Сюжет
В далёком будущем человечество находится в состоянии войны с инопланетной насекомообразной расой, называемой «жукерами». Люди едва пережили два вторжения жукеров в Солнечную систему, в результате которых погибли миллионы людей. Через 50 лет все силы человечества сосредоточены на выживании. После гибели миллионов людей Земли технологии достигли того, что создан Международный космический флот (МКФ), управляемый триумвиратом, состоящим из Гегемона (политический лидер Гегемонии — объединённого правительства Земли), Полемарха (главнокомандующий флота) и Стратега (главнокомандующий войск защиты Солнечной системы). Понимая, что для успешного отражения будущих вторжений жукеров необходимы отличные командиры, МКФ начал программу отбора по всей Земле, отслеживая гениальных детей и отправляя самых лучших из них в Боевую школу для будущего вступления во флот.
Питер, Валентина и Эндрю «Эндер» Виггины являются гениальными детьми, но Питер и Валентина были исключены из программы МКФ по различным причинам (Питер — агрессивный социопат, а Валентина — слишком мягкая для жестокой войны). Младший из троих детей, Эндер, был рожден, в сущности, как возможный кандидат на роль командующего войск человечества в грядущей схватке, он сочетает в себе жестокость Питера и уравновешенность Валентины. В школе на Эндера нападает его задиристый одноклассник Стилсон. Понимая, что эту вражду необходимо остановить в зародыше, Эндер жестоко избивает Стилсона. Хотя Эндер этого не знает, Стилсон умирает от внутренних повреждений.
Офицер МКФ по имени Хайрам Графф приглашает Эндера в Боевую школу, находящуюся на орбите Земли. Графф немедленно противопоставляет Эндера остальным новым курсантам, прилюдно хваля его ум. Кроме прочих методов тренировки, курсанты участвуют в битвах-симуляциях между «армиями» учеников в условиях невесомости. Эндер быстро привыкает к действиям в невесомости и демонстрирует тактики, новые для других курсантов и инструкторов. Эндер становится командиром собственной армии (40 «солдат»), состоящей из новых курсантов и изгоев из других армий. Несмотря на нехватку опыта и усложнённые условия битв, Эндер постоянно создаёт новые стратегии чтобы держать свою армию выше других. Он успешно ведёт свои отряды к победе, и другие армии начинают перенимать его методы. Постепенно он собирает круг приближённых, которые неформально называются армией Эндера. Его постоянный успех вызывает неприязнь других командиров, в особенности испанского мальчика по имени Бонзо де Мадрид. Бонзо нападает на Эндера в ду́ше, но Эндеру удаётся победить его. Как и для Стилсона, эта схватка оказывается последней в жизни Бонзо.
Тем временем на Земле Питер убеждает Валентину в неизбежности международной войны после победы над жукерами. Он убеждает её создать в глобальной сети две личности. Он будет писать под псевдонимом Локк (в большинстве русских изданий — Локи), а Валентина — под именем Демосфен. Конечной целью Питера является власть над Землёй, но Валентина соглашается на его предложение, чтобы предотвратить войну. Их эссе становятся популярными в сети; МКФ, правда, быстро узнаёт, кто скрывается за личностями Локка и Демосфена, однако решает держать это в тайне.
Эндера досрочно переводят сразу в Командную школу (а не в Начальную командную, как положено). Эндер проводит три месяца на Земле, отказываясь учиться дальше, и тогда полковник Графф прибегает к помощи Валентины, чтобы убедить её младшего брата в необходимости дальнейшей тренировки в Командной школе, которая находится внутри астероида Эрос, отбитого у жукеров во время Первого вторжения. Кроме Школы, там также располагается командный центр всего флота. Новым инструктором Эндера является герой времён Второго Вторжения по имени Мэйзер Ракхейм. Мэйзер проверяет способности Эндера с помощью симулятора космических битв, в которых Эндер управляет кораблями МКФ, а Мэйзер — кораблями жукеров. Эндер успешно адаптируется к каждой ситуации. Постепенно битвы становятся всё более сложными и Эндеру дают в помощь командиров — его друзей из Боевой школы, для командования отдельными эскадрами, тогда как Эндер становится главнокомандующим всего флота. Тем временем Эндеру начинают сниться кошмары, в которых его мучают жукеры. Эти кошмары и постоянная нагрузка подводят Эндера на грань нервного срыва.
Мэйзер приводит Эндера в симулятор и объясняет, что это — его последний экзамен. Помимо Мэйзера, за Эндером наблюдают другие офицеры и чиновники МКФ. Начинается симуляция, и Эндер видит, что его немногочисленному флоту из 80 кораблей противостоит огромная армада — 5000 кораблей жукеров на орбите планеты. Эндер решает нарушить условия экзамена, чтобы добиться отчисления, и посылает почти весь флот на самоубийственный бросок к планете, чтобы хоть один корабль смог использовать устройство МД, способное уничтожить любое вещество независимо от массы. Манёвр удаётся; наблюдая за уничтожением планеты и армады жукеров, Эндер замечает ликование наблюдателей. Мэйзер объясняет, что Эндера вводили в заблуждение, и все проведённые им сражения не были виртуальными — на самом деле его приказы при помощи ансибла — устройства мгновенной межзвёздной связи — передавались настоящим кораблям МКФ, сражающимся с настоящими жукерами. Уничтоженная планета была родным миром жукеров, на котором находились все их королевы. При их уничтожении Улей лишился сознания, и все остальные особи жукеров вскоре погибли.
Поняв, что его действия были причиной гибели реальных экипажей кораблей, а также узнав, что Стилсон и Бонзо мертвы, Эндер впадает в глубокую депрессию. Когда он приходит в себя, ему объясняют, что сразу после уничтожения жукеров на Земле случилась скоротечная гражданская война, остановленная благодаря Питеру. Эндер встречает в Командной школе Валентину, которая объясняет, что ему путь на Землю закрыт. Вместо этого Эндер и Валентина отправляются на первом колониальном корабле, направляющемся заселять опустевшие колонии жукеров.
На своей новой планете Эндер отправляется на разведку обстановки и обнаруживает местность, точь-в-точь похожую на компьютерную игру, в которую он играл в Боевой школе. Там он находит кокон королевы жукеров. С помощью телепатии королева объясняет Эндеру всю историю своей расы, а также то, что вся война с людьми была огромным недоразумением. Жукеры не понимали, что каждая человеческая особь — отдельный разумный организм, в отличие от жукеров, где разумными являлись лишь королевы. Когда они поняли свою ошибку, то отказались убивать людей. К сожалению, они не могли связаться с людьми из-за разницы в способах связи, но смогли связаться с Эндером. Именно из-за этого он видел кошмарные сны. Поняв, что их гибель невозможно предотвратить, королевы оставили этот кокон, чтобы Эндер его нашёл. Королева просит Эндера найти ей новый мир, где она сможет возродить свою расу и жить в мире с людьми.
Эндер берёт кокон и пишет книгу «Королева улья» под псевдонимом «Голос тех, кого нет». Эта книга становится бестселлером во всех человеческих мирах и даже даёт толчок к созданию новой религии. Питер, ставший Гегемоном Земли, узнаёт стиль Эндера и просит его написать книгу о жизни Питера. Эндер называет новую книгу «Гегемон» и публикует её после смерти брата. Через несколько лет Эндер и Валентина отправляются на звездолёте искать новый мир для королевы жукеров.

## Экранизация
Работы над различными версиями киносценария по «Игре Эндера» шли приблизительно с начала 2000 годов. Последняя версия сценария, написанная самим Кардом, была закончена в начале 2009 года, фильм вышел в прокат 28 октября 2013. Заглавную роль в фильме исполняет Эйса Баттерфилд. Продюсировали фильм Роберто Орси и Алекс Куртцман.